# Maramureș

A região histórica de Maramureș (em laranja) no mapa da Romênia; só a parte inferior (sul) é território romeno.

Maramureș ou Marmácia (em húngaro: Máramaros; em ucraniano: Мармарощина; romaniz.: Marmaroshchyna; em latim: Marmatia) é uma região geográfica, etnocultural e histórica situada no que é atualmente a Romênia setentrional e a Ucrânia ocidental.
A região é conhecida por ser uma das áreas mais isoladas da Romênia, as suas tradições, a sua arquitetura e o estilo de vida da população sofreram poucas alterações durante todo o século XX. A área possui igrejas de madeira centenárias que hoje são Patrimônio Mundial da Unesco. Maramureș é também das zonas mais pacificas de toda a Roménia.
A parte sul da região histórica, atualmente território romeno, fica no norte da Transilvânia, nos Cárpatos do nordeste, ao longo do rio Tisza, e é constituída pelo distrito de Maramureș e parte do distrito de Satu Mare. A parte norte fica no oblast da Transcarpátia (Zakarpattia), no sudoeste da Ucrânia.
Na parte romena, a maioria da população é composta de romenos, mas há importantes minorias constituídas por magiares, ucranianos, ciganos, mas havendo também Alemães e Polacos, apesar de grande parte destes ter voltado para o seu país de origem.